# Geierhaube

Geierhaube mit über 100 Edelsteinen und Goldplättchen, 100 bis 1 v. Chr., Cleveland Museum of Art

Geierhaube bezeichnet eine altägyptische Kopftracht in Form eines Geierbalgs, der vermutlich aus Goldplättchen über Stoff gearbeitet wurde.

## Geschichte
Die Geierhaube gehörte anfänglich zur Ikonografie der Göttinnen Nechbet und Mut. Von der oberägyptischen Schutzgöttin Nechbet wurde sie auf die unterägyptische Schutzgöttin Wadjet übertragen, bei der der Geier- häufig durch den Kopf einer Ägyptischen Kobra ersetzt ist.
Nechbet und Wadjet erscheinen bereits im Alten Reich menschengestaltig mit Geierhaube und dreiteiliger Strähnen- oder Götterperücke.
Mitunter werden auch beide Göttinnen als Geier mit ausgebreiteten Schwingen dargestellt, wie z. B. in Reliefs des rund 2.000 Jahre alten im Tempels von Esna, die erst 2018 entdeckt wurden. Auf den 46 reliefartigen Abbildungen dienen ihre Kronen als Unterscheidungskriterium; während Nechbets Krone mit einem Geierkopf geschmückt ist, trägt Wadjet eine Krone, die mit einer Kobra verziert ist.

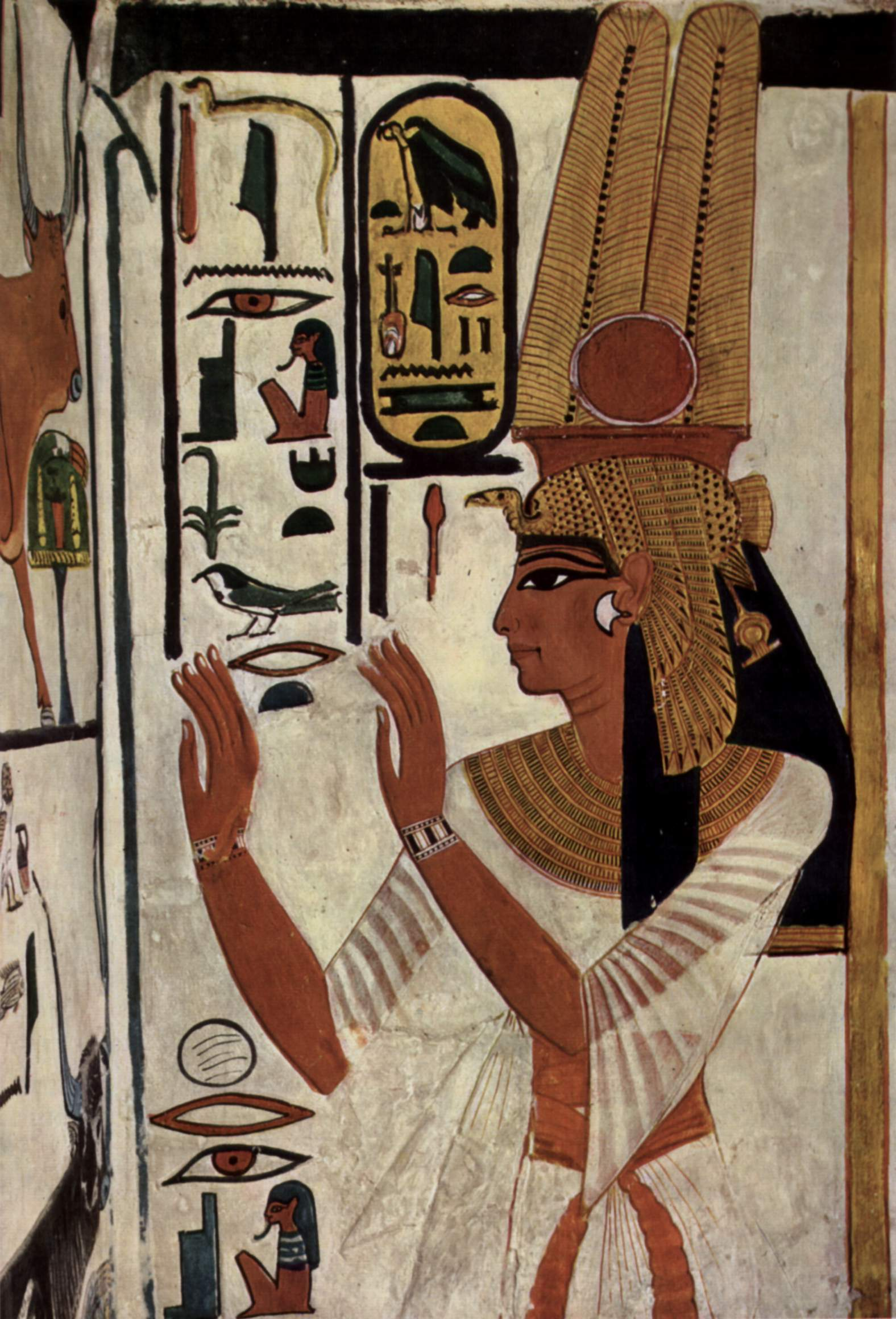
Königin Nefertari mit Geierhaube

Perücke und Geierhaube werden ab der 4. Dynastie in die Ikonografie der Königsgemahlinnen übernommen und gehören spätestens seit der Zeit von Pepi I. (6. Dynastie) zu deren festem Bestandteil. So trägt z. B. Iput I., die Gemahlin von Teti II. und Mutter von Pepi I., eine Geierhaube mit Geierkopf, während man die Königsgemahlin Neith (Tochter von Pepi I. und Gemahlin von Pepi II.) mit einer Geierhaube und Uräusschlange sieht.
Im Mittleren Reich tragen die Königsgemahlinnen fast ausschließlich eine Schneckenperücke. Eine einzigartige Ausnahme bildet dabei die Statuette der Sobeknofru aus der 12. Dynastie. Diese zeigt eine ungewöhnliche Strähnenperücke, über der zwei Geier mit kreisförmig ausgebreiteten Flügeln hocken, zwischen denen sich eine Uräusschlange windet.
Seit dem Neuen Reich wird dann eine Kombination aus Hathorperücke und Geierhaube getragen. Die Position der Geierhaube bildet dabei ein wichtiges ikonografisches Datierungskriterium. Ende der 17. und Anfang der 18. Dynastie sitzt sie auf dem Scheitelpunkt des Kopfes, während sie ab Mitte der 18. Dynastie auf den Hinterkopf wandert. In Verbindung mit anderen Kronen erscheint die Geierhaube nun auch auf dem Haupt verschiedener Göttinnen (Meret) und Gottesgemahlinnen.